# Op de weg naar Damascus: het begin van een nieuw leven

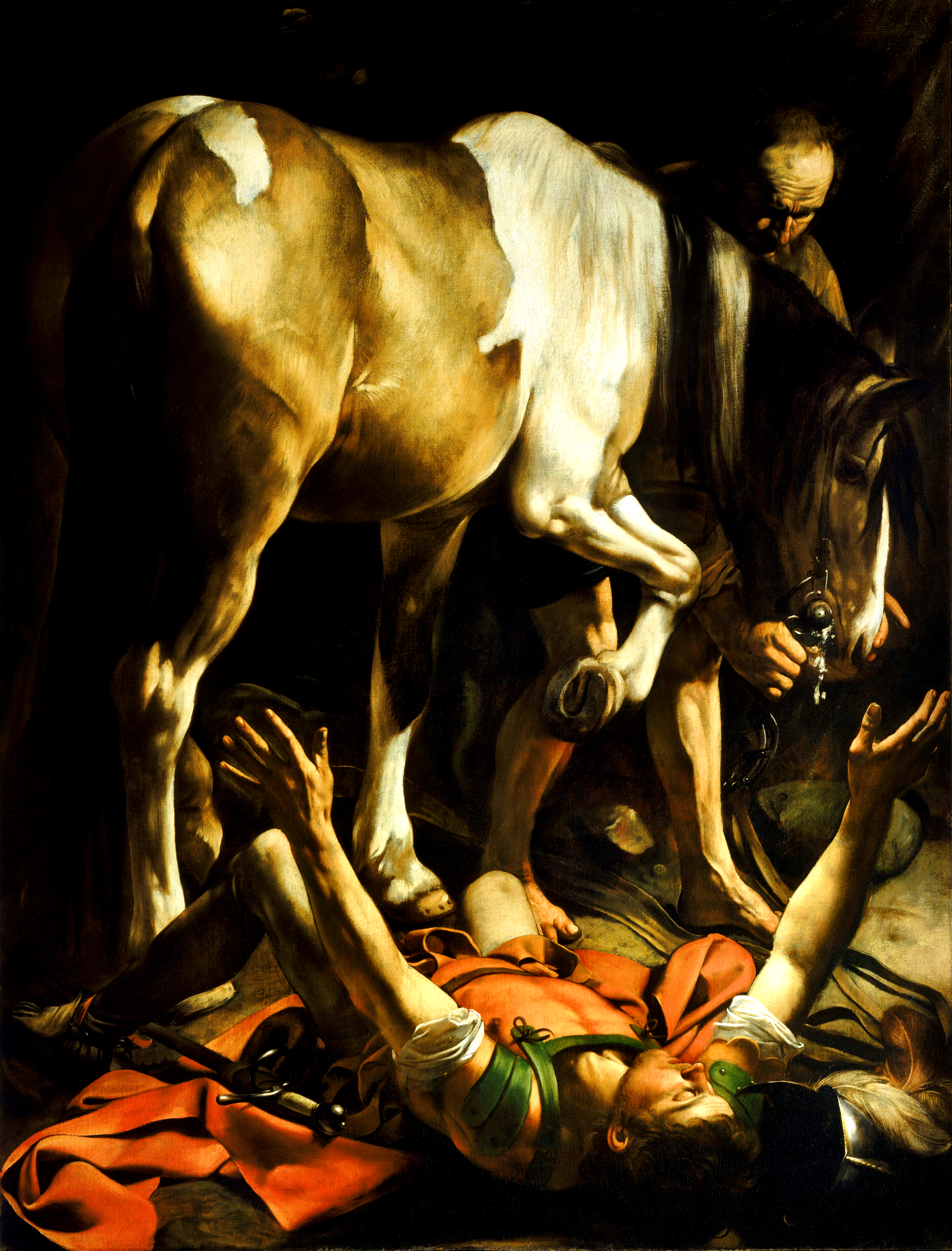
Een reproductie van De bekering van de Heilige Paulus door Caravaggio is onderdeel van de tentoonstelling.

Op de weg naar Damascus: het begin van een nieuw leven is een tentoonstelling die van september 2008 tot augustus 2014 rond de wereld reisde. De tentoonstelling was gewijd aan de heilige Paulus, wiens geschiedenis werd verteld aan de hand van een reeks posters van schilderijen van Europese kunstenaars, en aan de hand van foto’s en teksten.
De tentoonstelling werd georganiseerd ter gelegenheid van de geboorte van Paulus, die volgens historici geboren werd tussen 7 en 10 na Christus. De expositie bestond uit 45 panelen, voorzien van doorlopende uitleg, met reproducties van kunstwerken van Caravaggio, Augostino, Annibale en Lodovico Carracci, Rafael, El Greco, Velázquez, Rembrandt, Domenichino, Guido Reni, Raffaello Sanzio en anderen.
Deze postertentoonstelling was te zien in onder andere Jeruzalem, Nazareth, Bethlehem, Damascus, Rome, Moskou en op Malta, en werd samengesteld door de Franciscanen van het Heilig Land (Studium Biblicum Franciscanum) en de Priesterbroederschap van St Carolus Borromeüs.
In juni 2009 werd de tentoonstelling voor het eerst in Nederland vertoond in de Josephkerk te Leiden, met een lezing van de Spanjaard Juan Luise Barge en in 2010 in de Majellakerk in Utrecht, met een lezing van de Canadees Jonah Lynch.
De tentoonstelling werd voor het laatst vertoond in augustus 2014 in Bologna.